# Crocifisso di Santa Maria Novella

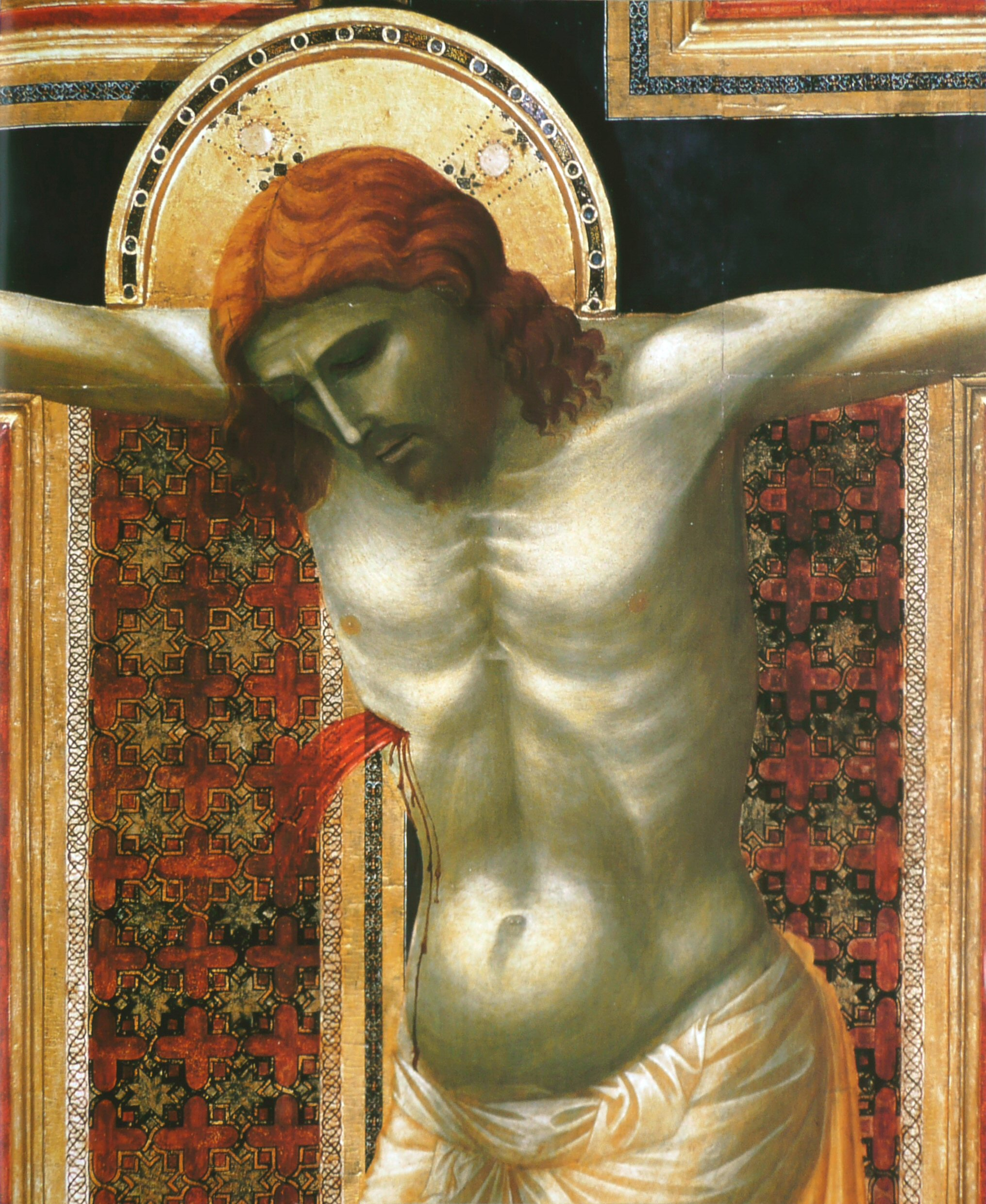
Dettaglio

Il Crocifisso di Santa Maria Novella è una delle croci sagomate (tempera e oro su tavola, 578x406 cm) di Giotto, databile al 1290-1295 circa e conservato nella navata centrale della basilica di Santa Maria Novella a Firenze. Si tratta di una delle prime opere note nel catalogo dell'artista, allora circa ventenne.

## Storia
La fonte più antica che ricorda la croce di Giotto nella basilica domenicana di Firenze è il testamento di un certo Ricuccio di Puccio del Mugnaio, datato 15 giugno 1312, in cui veniva destinata una certa somma per tenere accesa una lampada davanti al crocifisso. Un'altra fonte antica che ricorda la presenza dell'opera giottesca sono i Commentari di Lorenzo Ghiberti (metà del XV secolo), seguito poi da Vasari che parlò di una collaborazione con Puccio Capanna.
La Croce è stata oggetto di intense discussioni da parte degli studiosi, riguardo alla sua corretta identificazione e al contributo del maestro rispetto ad aiuti vari. In occasione di un primo restauro effettuato per la mostra giottesca del 1937 molti si dichiararono favorevoli a una piena autografia, ma Richard Offner (1939) e Millard Meiss (1960) preferirono parlare più prudentemente del Maestro delle Storie di san Francesco ad Assisi, quello che oggi viene talvolta chiamato come il "non Giotto" nelle complesse discussioni relative alla questione giottesca. Oggi le posizioni appaiono acquietate verso l'autografia di Giotto. Gli ultimi dubbi sono stati fugati dal restauro dell'Opificio delle Pietre Dure concluso nell'autunno del 2001, in cui è riscoperta la qualità altissima sia della fattura che del disegno sottostante, e sono state evidenziate stringenti affinità tecniche con altre opere riferite al giovane Giotto, come la Madonna di Borgo San Lorenzo e la Madonna di San Giorgio alla Costa.
Le stesse posizioni divergenti si ebbero riguardo alla datazione della Croce, con oscillazioni tra la fine degli anni ottanta del Duecento e il Trecento inoltrato. La scoperta del testamento di Ricuccio ha posto un primo termine ante quem, anticipato ulteriormente al 1301, anno in cui il lucchese Deodato Orlandi firmò una croce per le clarisse di San Miniato al Tedesco evidentemente ispirato a quello di Santa Maria Novella, in cui si abbandonavano le convenzioni "alla greca" seguite fino a pochi anni prima da Cimabue e tutti gli altri pittori. Le notevoli similitudini con il crocifisso posto sullo sfondo dell'affresco con Girolamo che esamina le stimmate della Basilica superiore di San Francesco d'Assisi, datato al 1295, ha permesso di anticipare ulteriormente il termine ante quem.
D'altra parte l'opera sembra successiva alla Madonna di Borgo San Lorenzo del 1290 circa: si notano infatti una visione più analitica, più delicati passaggi tonali e una maggiore tenerezza nei sentimenti delle figure. Si è assestata quindi una datazione agli anni 1290-1295, facendone così una delle prime opere del catalogo dell'artista.

## Descrizione
La Croce di Giotto è considerata un'opera fondamentale per la storia dell'arte italiana, in quanto l'artista approfondisce e rinnova l'iconografia del Christus patiens (già introdotta nell'arte italiana nella prima metà del Duecento da Giunta Pisano).
Giotto infatti abbandonò l'iconografia del Cristo inarcato a sinistra, per dipingerlo in una posa più naturalistica, con l'intera figura che sprofonda verso il basso e piega il dorso e la testa in avanti, gravata dal suo stesso peso.
I bordi del braccio longitudinale della croce sono decorati da motivi geometrici che ricordano una stoffa, mentre ai lati del braccio trasversale troviamo, come di consueto, i mezzobusti dei due dolenti, la Vergine e Giovanni Evangelista.
In basso, sulla base trapezoidale, le rocce in prospettiva formano una base naturalistica di rocce aride, alludente al monte Calvario, su cui è conficcata la croce. Secondo la tradizione medievale sul monte Calvario era collocata la tomba di Adamo il primo uomo. Il sangue di Cristo scende in rivoli dalla croce e si infiltra tra le rocce, per poi arrivare alla cavità che contiene le ossa di Adamo, come simbolo della redenzione dell'uomo dal peccato, grazie al sacrificio di Cristo.

## Stile
Giotto abbandonò l'iconografia del Cristo inarcato a sinistra tipica di Giunta Pisano e Cimabue, per dipingerlo in una posa più naturalistica: tutto il corpo sprofonda verso il basso come è evidenziato dalle braccia che corrono oblique e non più parallele al terreno. La testa ciondola in avanti anziché essere appoggiata sulla spalla e anche il busto sporge in avanti rispetto al ventre e al bacino in un doloroso abbandono. Le ginocchia sono piegate in avanti sotto il peso del corpo, seguendo un'ispirazione legata alla tradizione scultorea (di Giovanni Pisano ad esempio), piuttosto che quella tradizionalmente legata alla pittura bizantina. Giotto dispose le gambe incrociate e bloccate da un solo chiodo sui piedi, in una maniera già usata da Nicola Pisano nella lunetta della Deposizione nel portale sinistro del Duomo di Lucca (1270 circa). Colpiscono anche i dettagli delle mani che, ormai prive di forza, hanno le dita mollemente proiettate in avanti rispetto ai palmi inchiodati alla croce, con un'illusione prospettica mai vista prima. Il Cristo di Giotto è più tridimensionale ed occupa uno spazio più voluminoso rispetto a quelli precedenti di Cimabue.
I chiaroscuri sono resi con una stesura di sottili filamenti, come usava fare anche Cimabue, ma decisamente più impastati a rendere passaggi fumosi tra le zone chiare e quelle più scure. Inoltre c'è per la prima volta un'attenzione per l'unica fonte di luce e tutti i passaggi chiaroscurali sono resi tenendo conto della sua provenienza.
Durante il restauro dell'opera sono state evidenziate alcune particolarità rimaste, fino ad allora, sconosciute, tra cui l'estrema raffinatezza di una bottega che si avvaleva di maestranze esperte e raffinate e il cambiamento in corso d'opera da parte di Giotto nella impostazione più allungata e reclinata della figura di Cristo (fatto che comportò un cambiamento anche della struttura lignea già costruita).

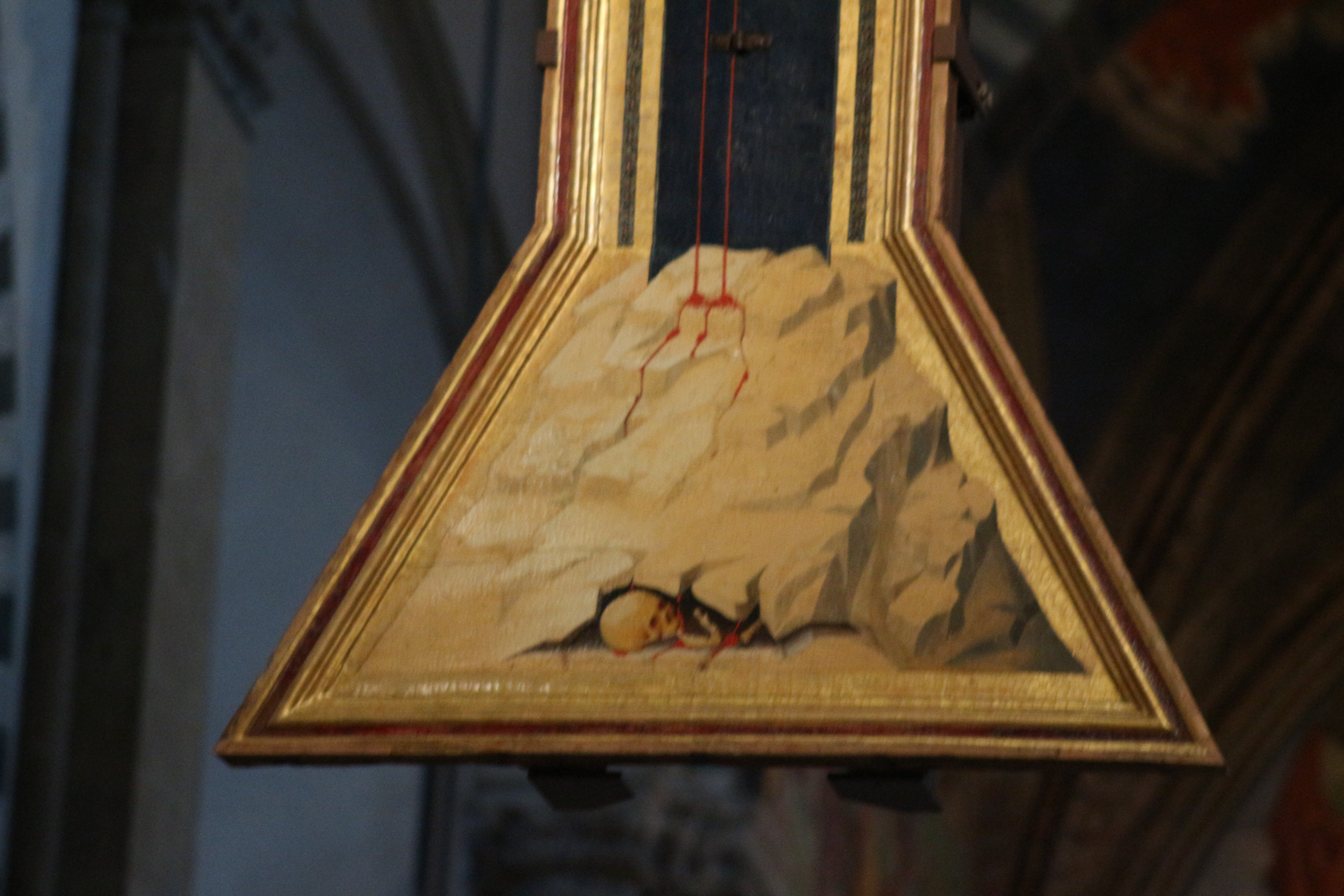
Il soppedaneo con il tipico teschio di Adamo

I due dolenti alle estremità dei bracci della croce sono raffigurati più in tralice e non hanno più quella visione frontale del crocifisso di Santa Croce di Cimabue di 15 anni prima. Sono più volumetrici grazie alla posa, agli ampi rigonfiamenti del panneggio, all'attenzione per la provenienza dell'unica fonte di luce.